# Dror Kaštan
Dror Kaštan (hebrejsky ידרור קשטן; narozen 1. října 1944, Petach Tikva, Britský mandát Palestina - 15. ledna 2024) byl izraelský fotbalista, hrál na postu záložníka. Později působil jako fotbalový trenér.

## Klubová kariéra
- Hapoel Petah Tikva 1962–1971
- Hapoel Kfar Saba 1971–1975

## Reprezentační kariéra
V A-mužstvu Izraele debutoval 3. 10. 1962 v přátelském zápase v Ramat Ganu proti reprezentaci Etiopie (výhra 3:0). Celkem odehrál za izraelský národní tým v roce 1962 ještě další dva přátelské zápasy (remíza 1:1 s Rakouskem a prohra 0:4 se Švédskem).

## Trenérská kariéra
Jako trenér vedl celou řadu izraelských fotbalových klubů, namátkou Hapoel Petah Tikva, Hapoel Kfar Saba, Bejtar Jeruzalém, Makabi Haifa, Maccabi Tel Aviv, Bnei Yehuda Tel Aviv, Hapoel Tel Aviv (se kterým se dostal do čtvrtfinále Poháru UEFA 2001/02) a také izraelskou jedenadvacítku i A-mužstvo.